# Stadion Miejski im. Henryka Reymana
Stadion Miejski im. Henryka Reymana je nogometni stadion u poljskom gradu Krakovu. Izgrađen je 1954. Kapaciteta je 33 326 mjesta. Naziv Wisła stadion je dobio jer se nalazi kraj rijeke Visle (Wisłe), koje teče kroz Krakov.
Danas stadion nosi ime stadion Miejski im. Henryka Reymana.
Na ovome stadionu svoje domaće utakmice igra Wisla, nogometni klub iz Krakova. 